# Mauro Rossi
Mauro Rossi (Roma, 1º giugno 1973) è un ex ostacolista italiano, sei volte campione nazionale assoluto: tre nei 60 metri ostacoli indoor e tre nei 110 metri ostacoli all'aperto.

## Progressione

### 60 metri ostacoli indoor
| Stagione | Tempo | Luogo  | Data      | Rank. Mond. |
| -------- | ----- | ------ | --------- | ----------- |
| 2008/09  | 8"10  | Ancona | 17-1-2009 |             |
| 2007/08  | 8"21  | Genova | 23-2-2008 |             |
| 2006/07  | 8"39  | Ancona | 10-2-2007 |             |
| 2005/06  | 8"13  | Ancona | 18-2-2006 |             |
| 2003/04  | 7"93  | Ancona | 24-1-2004 |             |
| 2002/03  | 7"88  | Napoli | 8-2-2003  |             |
| 2001/02  | 8"03  | Genova | 17-2-2002 |             |
| 1999/00  | 7"73  | Ancona | 29-1-2000 |             |
| 1998/99  | 7"77  | Roma   | 24-1-1999 |             |
| 1997/98  | 7"67  | Genova | 8-2-1998  |             |
| 1996/97  | 7"66  | Genova | 23-2-1997 |             |

### 110 metri ostacoli
| Stagione | Tempo | Luogo             | Data      | Rank. Mond. |
| -------- | ----- | ----------------- | --------- | ----------- |
| 2009     | 15"12 | Rieti             | 10-6-2009 |             |
| 2008     | 14"89 | Lodi              | 27-9-2008 |             |
| 2007     | 14"94 | Rieti             | 6-6-2007  |             |
| 2006     | 14"38 | Osimo             | 24-6-2006 |             |
| 2005     | 14"46 | Bressanone        | 25-6-2005 |             |
| 2004     | 14"23 | Roma              | 29-5-2004 |             |
| 2003     | 14"16 | Roma              | 17-5-2003 |             |
| 2002     | 14"07 | Cagliari          | 10-9-2002 |             |
| 2000     | 14"01 | La Chaux-de-Fonds | 13-8-2000 |             |
| 1999     | 13"63 | Malles Venosta    | 17-7-1999 |             |
| 1998     | 13"48 | Roma              | 23-5-1998 |             |
| 1997     | 13"71 | Rieti             | 20-9-1997 |             |
| 1996     | 13"72 | Roma              | 5-6-1996  |             |
| 1994     | 14"51 | Rieti             | 28-8-1994 |             |

## Palmarès
| Anno | Manifestazione           | Sede     | Evento         | Risultato  | Prestazione | Note |
| ---- | ------------------------ | -------- | -------------- | ---------- | ----------- | ---- |
| 1997 | Mondiali indoor          | Parigi   | 60 m ostacoli  | Batteria   | 7"98        |      |
| 1997 | Universiadi              | Catania  | 110 m ostacoli | Semifinale | 13"84       |      |
| 1998 | Europei                  | Budapest | 110 m ostacoli | Semifinale | 13"62       |      |
| 1999 | Giochi mondiali militari | Zagabria | 110 m ostacoli | 7º         | 13"97       |      |
| 2000 | Europei indoor           | Gand     | 60 m ostacoli  | Batteria   | dq          |      |

## Campionati nazionali
- 3 volte campione italiano assoluto dei 110 metri ostacoli (1996, 1997, 1998)
- 3 volte campione italiano assoluti dei 60 metri ostacoli indoor (1996, 1997, 1998)

1996
- Oro ai campionati italiani assoluti indoor, 60 m ostacoli - 7"87
- Oro ai campionati italiani assoluti, 110 m ostacoli - 13"87

1997
- Oro ai campionati italiani assoluti indoor, 60 m ostacoli - 7"66
- Oro ai campionati italiani assoluti, 110 m ostacoli - 13"74

1998
- Oro ai campionati italiani assoluti indoor, 60 m ostacoli - 7"67
- Oro ai campionati italiani assoluti, 110 m ostacoli - 13"49

1999
- Bronzo ai campionati italiani assoluti indoor, 60 m ostacoli - 7"79
- Bronzo ai campionati italiani assoluti, 110 m ostacoli - 14"03

2000
- Argento ai campionati italiani assoluti indoor, 60 m ostacoli - 7"78
- Eliminato in semifinale ai campionati italiani assoluti, 110 m ostacoli - 14"17

2002
- 7º ai campionati italiani assoluti indoor, 60 m ostacoli - 8"04
- 8º ai campionati italiani assoluti, 110 m ostacoli - 15"08

2003
- 5º ai campionati italiani assoluti indoor, 60 m ostacoli - 7"96

2004
- 6º ai campionati italiani assoluti indoor, 60 m ostacoli - 8"00
- 6º ai campionati italiani assoluti, 110 m ostacoli - 14"47

2005
- Eliminato in batteria ai campionati italiani assoluti, 110 m ostacoli - 14"46

2006
- Eliminato in batteria ai campionati italiani assoluti indoor, 60 m ostacoli - 8"13
- Eliminato in batteria ai campionati italiani assoluti, 110 m ostacoli - 14"69

2007
- Eliminato in batteria ai campionati italiani assoluti indoor, 60 m ostacoli - 8"42
- 8º ai campionati italiani assoluti, 110 m ostacoli - 14"96

2008
- Eliminato in semifinale ai campionati italiani assoluti indoor, 60 m ostacoli - 8"21

## Altre competizioni internazionali
1996
- 8º in Coppa Europa ( Madrid), 110 m ostacoli - 14"18
- 7º al Golden Gala ( Roma), 110 m ostacoli - 13"72

1997
- 8º al Golden Gala ( Roma), 110 m ostacoli - 14"18

1999
- Bronzo nella Coppa dei Campioni per club ( Atene), 110 m ostacoli - 14"12